# Haga, Tochigi
Haga (japanska: 芳賀町?, Haga-machi) är en landskommun (köping) i Tochigi prefektur i Japan. Det är en förort till Utsunomiya.